# René Depestre
René Depestre, född den 29 augusti 1926 i Jacmel i Haiti, är en haitisk surrealistisk diktare med revolutionär och antiimperialistisk samhällssyn. Han bodde i Kuba i exil under regimen Duvalier på Haiti under många år och var en av grundarna av Casa de las Americas förlag. Han är mest känd för sin poesi.

## Biografi
Efter faderns död 1936 växte han upp med sin mormor och fick sin första utbildning vid Breton Brothers of Christian Instruction. Under åren 1940–1944 fortsatte han studierna vid Pétion college i Port-au-Prince.
René Depestres första diktsamling Etincelles kom 1945 med dikter påverkade av den utpräglade realismen hos Alejo Carpienter. I en veckotidning han skapat tillsammans med tre vänner, The Hive (1945–1946), drev han propaganda för att uppmärksamma haitierna på deras möjlighet att förnya de historiska grundvalarna för sin tillvaro. Upplagan 1945, som publicerades för att hedra André Breton drogs in av den haitiska regeringen, vilket ledde till upproret 1946.
Depestre deltog i och ledde den revolutionära studentrörelsen i januari 1946, som ledde till att president Élie Lescot störtades. Armén tog snabbt makten och Depestre fängslades innan han gick i exil.
René Depestre fortsatte sedan sina studier i bland annat statskunskap vid Sorbonne i Paris åren 1946–1950. I Paris träffade han såväl franska som utländska surrealistiska konstnärer och poeter från den svarta rörelsen som växte fram kring Alioune Diop och Présence Africaine. Han deltog aktivt i rörelsen för avkolonisering i Frankrike och utvisades från landet som han lämnade för Prag, där han också avvisades 1952.
Efter att på krångliga vägar ha rest i ett flertal länder återvände han till Haiti 1956–1957. Efter vägran att samarbeta med Duvalierregimen och uppmaning till haitierna att göra motstånd, placerade han i husarrest.
År 1959 tog sig Depestre till Kuba på inbjudan av Che Guevara. Övertygad om målen för den kubanska revolutionen hjälpte han till med att leda landet med utrikesförbindelser, kultur och kommunikation.
Under sina olika resor och sin vistelse i Kuba fortsatte Depestre att arbetar på ett stort poetiskt verk. Hans mest berömda diktsamling är utan tvekan Un arc-en-ciel pour l'Occident Chrétien (Regnbåge över det kristna västerlandet) (1967), en blandning av politik, erotik och Voudoo, ämnen som finns i alla hans verk. Poet i Kuba (1973) är en reflektion över utvecklingen av den kubanska revolutionen.
Efter att ha skjutits åt sidan av Castroregimen 1971, bröt Depestre med det kubanska experiment 1978 och återvände till Paris där han arbetade på Unescos sekretariat. År 1979, i Paris, publicerade han Le Mat de Cocagne, hans första roman. År 1980 publicerade han Alléluia pour une femme-jardin, som han tilldelades Prix Goncourt de la nouvelle 1982. Hans arbete har publicerats i USA, f.d Sovjetunionen, Frankrike, Tyskland, Italien, Kuba, Peru, Brasilien, Vietnam, f.d. Tyska demokratiska republiken (Östtyskland), Argentina och Mexiko.
René Depestre har också varit särskilt sändebud i UNESCO för Haiti och han är farbror till Michaëlle Jean, nuvarande generalguvernör i Kanada.

## Verk i urval
Poesi
- Etincelles, Port-au-Princ: Imprimerie de l'Etat, 1945
- Gerbes de Sang, Port-au-Prince: Imprimerie de l'Etat, 1946
- Végétations de Clarté, Paris: Seghers, 1951
- Traduit du Grand Large, poème de ma patrie enchainée, Paris: Seghers, 1952
- Minerai noir, Paris: Présence Africaine, 1956
- Un arc-en-ciel pour l'occident chrétien, poème mystère vaudou, 1966
- Journal d'un animal marin, Paris: Présence Africaine, 1967
- Cantate d'Octobre à la Vie et à la Mort du Commandant Ernesto Che Guevara, Havana: Institudo del Libro, 1968
- Poète à Cuba", Paris: Pierre Jean Oswald, 1976
- En etat de poésie, Paris: Les Editeurs français réunis, 1980
- Lettre à un poète du marronnage, Bois Pluriel, 1988
- Au Matin de la négritude, Paris: Euroeditor, 1990
- Anthologie personelle, Arles: Actes Sud, 1993
- "Ode à Malcolm X: Grande Brigitte", in Litterature Moderne du Monde Francophone, by Peter Thompson. Chicago: National Textbook Company (McGraw-Hill), 1997, ISBN 978-0-8442-1588-4
- Un Eté indien de la parole, Double Cloche, 2001
- Non-assistance à poète en danger, Paris: Seghers, 2005
- Rage de vivre. Oeuvres poétiques complètes, Paris: Seghers, 2007

Romaner och noveller
- El Paso Ensebado (på spanska),1975
- Le Mât de cocagne, Paris: Gallimard, 1979
- Alléluia pour une femme jardin, Paris: Gallimard, 1981
- Hadriana dans Tous mes Rêves, Paris: Gallimard, 1988 - Prix Renaudot
- Eros dans un train chinois, Paris: Gallimard, 1990
- "La mort coupée sur mesure", in Noir des îles, Paris: Gallimard, 1995
- "Un rêve japonais", in Le Serpent à plumes. Récits et fictions courtes, Paris: Le Serpent à plumes, 1993
- L'oeillet ensorcelé, Paris: Gallimard, 2006

Essäer
- Pour la révolution pour la poésie, Paris: Leméac, 1974
- Bonjour et Adieu à la Négritude, Paris: Robert Laffont, 1980
- Le Métier à métisser, Paris: Stock, 1998
- Ainsi parle le fleuve noir, Paroles de l'Aube, 1998